# バーキットラム駅
バーキットラム駅（英: Burquitlam Station）は、カナダのブリティッシュコロンビア州コキットラムにある、スカイトレインミレニアム・ラインの駅である。

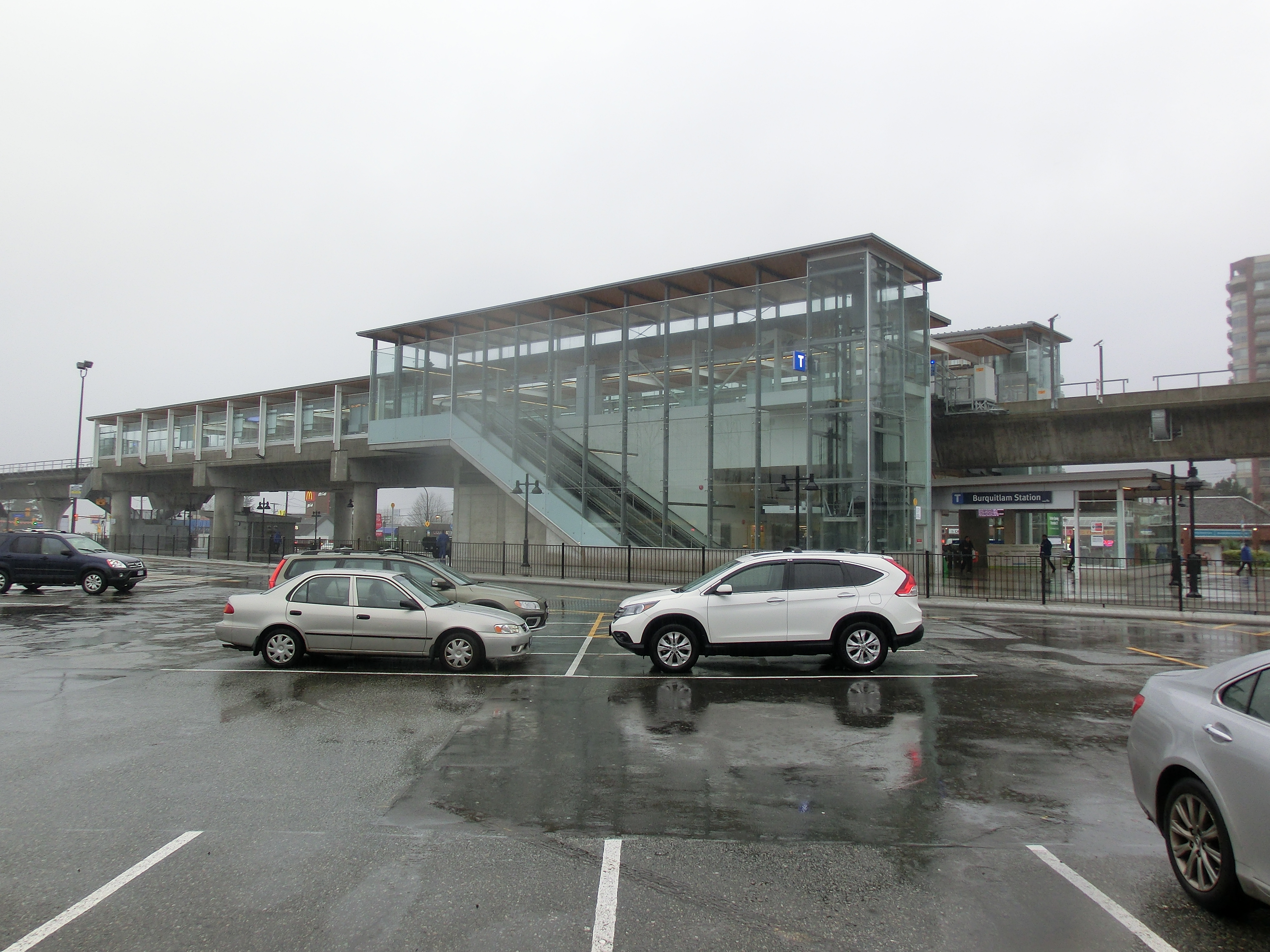
バーキットラム駅外部

2016年12月2日に開業した。

## 駅構造
相対式ホーム2面2線を有する高架駅である。

## 駅周辺
バス路線
SFU・コキットラム・バーナビー方面のバス路線の一部は当駅を始点としている。スカイトレインが運行しない深夜には夜行バスN9系統が運行している。
| 乗り場 | 路線 |
| ------ | --- |
| 1      | 降車専用 |
| 2      | 157 系統 - ローヒード・タウンセンター駅                                                                            |
| 3      | 151 系統 - コキットラム・セントラル駅                                                                              |
| 4      | 143 系統 - SFU |
| 5      | 156系統 - ブレイド駅 180系統 - ムーディセンター駅 N9 系統 - ローヒード・タウンセンター駅（夜行バス）               |
| 6      | 156 系統 - ローヒード・タウンセンター駅 180 系統 - ローヒード・タウンセンター駅 N9 系統 - ダウンタウン（夜行バス） |

## 隣の駅
■ミレニアムライン
ムーディー・センター駅 - バーキットラム駅 - ローヒード・タウンセンター駅